# Grill den Profi

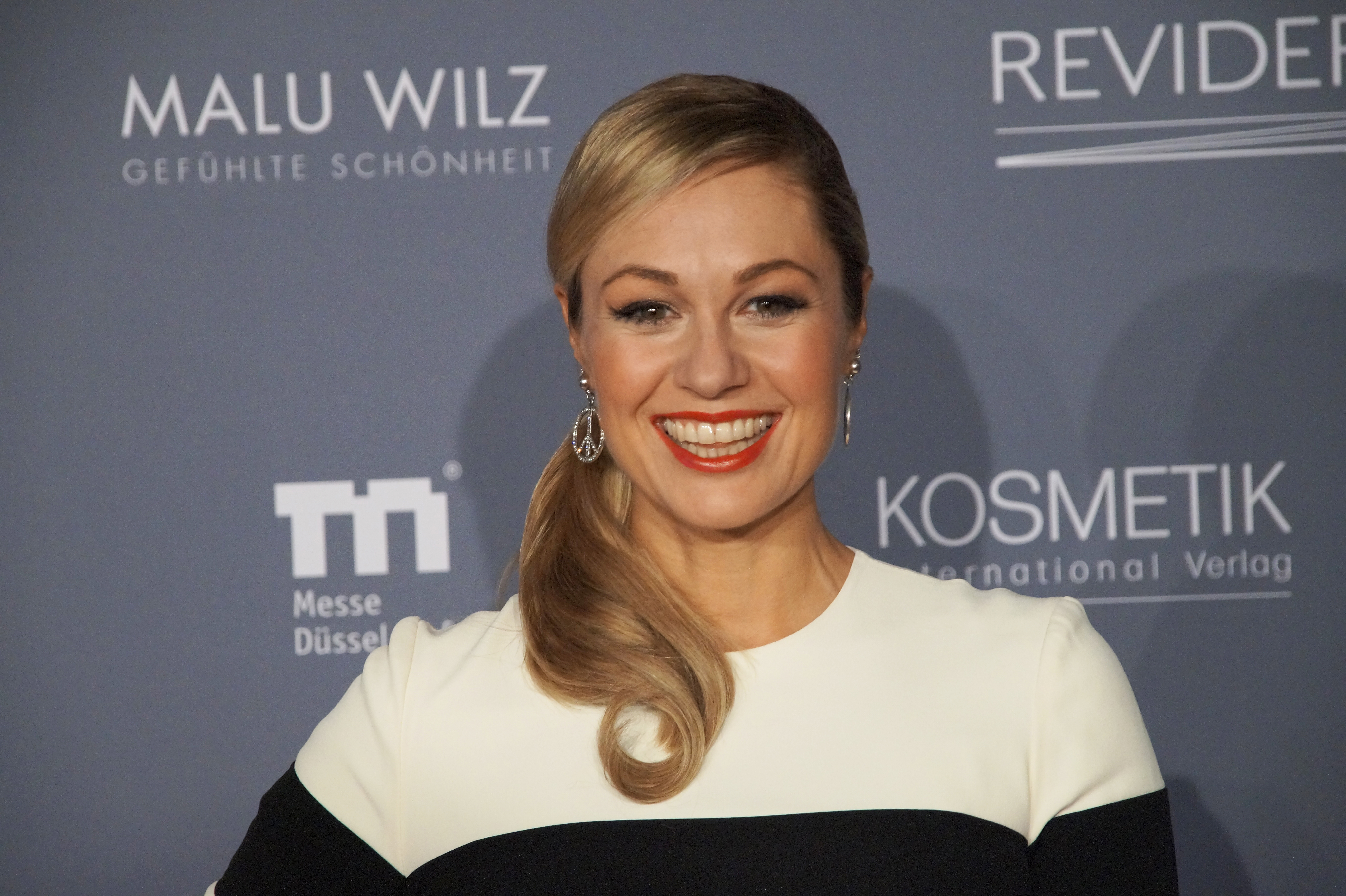
Moderatorin Ruth Moschner

Grill den Profi war eine Kochshow des Fernsehsenders VOX, die ab dem 15. Oktober 2017 ausgestrahlt wurde. Die Sendung war eine Überarbeitung des Formates Grill den Henssler, an deren Stelle sie trat.
Nach der Rückkehr von Steffen Henssler zu VOX und der Fortführung von Grill den Henssler wurde das Format eingestellt.

## Format
Die Inhalte der Sendung entsprachen weitestgehend denen von Grill den Henssler: In jeder Show trat ein Profi-Koch gegen drei Prominente an. Es galt, insgesamt vier Gänge zu kochen – den Impro-Gang, in dem fünf (in Staffel 1 sieben) dem Profi-Koch unbekannte Zutaten in acht Minuten zu einem Gericht vereint werden mussten, die Vorspeise, das Hauptgericht und das Dessert. Die Speisen, die innerhalb einer vorgegebenen Zeit zubereitet werden mussten, waren dem Profi-Koch nicht bekannt. Den Prominenten stand ein Mentor-Koch zur Seite. Wie in den ersten Staffeln von Grill den Henssler konnte er von einem Hochsitz aus Hinweise geben. In den letzten 90 Sekunden durfte er den Promis dabei helfen, den Teller anzurichten; das Abschmecken war ihm untersagt.
Bewertet wurden die Gerichte von der gleichen Jury wie zuletzt bei Grill den Henssler, bestehend aus Manager Reiner Calmund, Sterneköchin Maria Groß und Sommelier Gerhard Retter. Gewonnen hatte derjenige, der die meisten Punkte für sein Gericht erhalten hatte. Der Gewinner der Runde bekam 4.000 € für den guten Zweck (dabei erhält – sofern der Promi gewinnt – er selbst 3.000 € und der Mentor-Koch 1.000 €).
Zwischen den Kochgängen gab es wieder eine „Küchen-Competition“, bei der drei weitere Wertungspunkte erspielt werden könnten. Wer am Ende die meisten Punkte erkocht bzw. erspielt hatte, gewann die Sendung.

## Jury & Moderation
| Staffel      | Juroren    | Juroren        | Juroren        | Moderation    |
| ------------ | ---------- | -------------- | -------------- | ------------- |
| 1            | Maria Groß | Reiner Calmund | Gerhard Retter | Ruth Moschner |
| 2            | Maria Groß | Reiner Calmund | Gerhard Retter | Ruth Moschner |
| Special 2018 | Maria Groß | Reiner Calmund | Gerhard Retter | Ruth Moschner |

## Produktion
Wie das Vorgängerformat wurde „Grill den Profi“ von ITV Studios Germany produziert. Die Aufzeichnung der Sendung erfolgte in den Magic-Media-Company-Studios in Köln-Ossendorf.

## Sendungen
Die Prominenten sind in der Reihenfolge der Einzelkochgänge sortiert (Vorspeise, Hauptgericht und Dessert). Die Fettschreibung signalisiert den Gewinn des einzelnen Kochgangs (Unentschieden sind nicht markiert).

### Staffel 1
| Nr. ges. | Nr. | Erstausstrahlung  | Profi-Koch         | Prominente Gäste                                                  | Mentor-Koch      | Gesamtsieg              |
| -------- | --- | ----------------- | ------------------ | ----------------------------------------------------------------- | ---------------- | ----------------------- |
| 1        | 1   | 15. Oktober 2017  | Ali Güngörmüş      | Katrin Müller-Hohenstein, Arthur Abraham und Faisal Kawusi        | Björn Freitag    | Profi-Koch (88 : 83)    |
| 2        | 2   | 22. Oktober 2017  | Roland Trettl      | Tanja Szewczenko, Mateo Jasik und Annie Hoffmann                  | Sebastian Franke | Profi-Koch (94 : 77)    |
| 3        | 3   | 29. Oktober 2017  | Alexander Kumptner | Cale Kalay, Jared Hasselhoff und Paula Lambert                    | Mario Kotaska    | Promi-Team (93 : 89)    |
| 4        | 4   | 5. November 2017  | Ralf Zacherl       | Oana Nechiti, Peter Neururer und Pietro Lombardi                  | Tarik Rose       | Unentschieden (83 : 83) |
| 5        | 5   | 12. November 2017 | Meta Hiltebrand    | Caroline Beil, Jorge González und Susianna Kentikian              | Ludwig Heer      | Promi-Team (87 : 78)    |
| 6        | 6   | 19. November 2017 | Christian Lohse    | Annett Möller, Antoine Monot, Jr. und Thomas Drechsel             | Tony Hohlfeld    | Profi-Koch (101 : 93)   |
| 7        | 7   | 26. November 2017 | Nelson Müller      | Damian Hardung, Miriam Höller sowie Andreas und Christian Ehrlich | Sebastian Lege   | Profi-Koch (96 : 88)    |
| 8        | 8   | 3. Dezember 2017  | Benno Ullrich      | Valentina Pahde, Gedeon Burkhard und Laura Wontorra               | Frank Buchholz   | Promi-Team (87 : 75)    |

### Staffel 2
Trotz Einschaltquoten weit unter denen des Vorgängerformates wurde im von Frühjahr 2018 eine zweite Staffel ausgestrahlt, bei der sich jedoch nur noch die drei Köche Nelson Müller, Ali Güngörmüş und Roland Trettl jeweils drei Mal dem Wettkampf stellten.
| Nr. ges. | Nr. | Erstausstrahlung | Profi-Koch    | Prominente Gäste                                          | Mentor-Koch      | Gesamtsieg             |
| -------- | --- | ---------------- | ------------- | --------------------------------------------------------- | ---------------- | ---------------------- |
| 9        | 1   | 15. April 2018   | Roland Trettl | Ella Endlich, Heinz Hoenig sowie Heiko und Roman Lochmann | Hans Neuner      | Profi-Koch (93 : 89)   |
| 10       | 2   | 22. April 2018   | Ali Güngörmüş | Milka Loff Fernandes, Tom Beck und Anna Thalbach          | Sebastian Franke | Promi-Team (96 : 94)   |
| 11       | 3   | 29. April 2018   | Nelson Müller | Glasperlenspiel, Mirja Boes und Uwe Herrmann              | Holger Bodendorf | Profi-Koch (103 : 97)  |
| 12       | 4   | 6. Mai 2018      | Nelson Müller | Philipp Boy, Gesine Cukrowski und Frank Matthée           | Robin Pietsch    | Profi-Koch (82 : 81)   |
| 13       | 5   | 13. Mai 2018     | Roland Trettl | Stefan Mross, Mousse T. und Wolfgang Lippert              | Juan Amador      | Profi-Koch (108 : 106) |
| 14       | 6   | 20. Mai 2018     | Ali Güngörmüş | Daniel Donskoy, Lutz van der Horst und Sahra Wagenknecht  | Mario Kotaska    | Profi-Koch (100 : 92)  |
| 15       | 7   | 27. Mai 2018     | Ali Güngörmüş | Jekaterina Leonowa, Oliver Wnuk und Gülcan Kamps          | Frank Buchholz   | Profi-Koch (108 : 86)  |
| 16       | 8   | 3. Juni 2018     | Roland Trettl | Massimo Sinató, Mario Basler und Sonja Kirchberger        | Christian Lohse  | Profi-Koch (101 : 93)  |
| 17       | 9   | 10. Juni 2018    | Nelson Müller | Otlile Mabuse, Daniel Völz und Andrea Kiewel              | Tony Hohlfeld    | Promi-Team (88 : 73)   |

### Sommer-Special 2018
Für den Sommer 2018 war erneut ein dreiteiliges Sommer-Special angekündigt. Im Vorfeld der letzten geplanten Aufzeichnung des Sommer-Specials verstarb ein Zuschauer im Publikum, woraufhin die Sendung abgesagt wurde. Anfang August 2018 gab VOX bekannt, dass auf eine mögliche Neuaufzeichnung verzichtet und die Anzahl der Spezialausgaben auf zwei heruntergesetzt wird.
Die 19. und letzte ausgestrahlte Ausgabe des Ablegers mit Steffen Henssler als Profi-Koch wird in der Zählung den Episoden der Hauptsendung zugeordnet, siehe dort.
| Nr. ges. | Nr. | Erstausstrahlung   | Profi-Koch       | Prominente Gäste                                      | Mentor-Koch      | Gesamtsieg           |
| -------- | --- | ------------------ | ---------------- | ----------------------------------------------------- | ---------------- | -------------------- |
| 18       | 1   | 23. September 2018 | Roland Trettl    | Michael Schulte, Nikeata Thompson und Ralf Moeller    | Juan Amador      | Profi-Koch (97 : 94) |
| 19       | 2   | 30. September 2018 | Steffen Henssler | Evelyn Burdecki, Oliver Pocher und Dennis aus Hürth 1 | Holger Bodendorf | Profi-Koch (90 : 70) |

## Zahlen und Fakten

### Teilnehmende Köche
| Profi-Koch         | Teilnahmen | Siege | Unentschieden | Niederlagen |
| ------------------ | ---------- | ----- | ------------- | ----------- |
| Ali Güngörmüş      | 4          | 3     | —             | 1           |
| Steffen Henssler   | 1          | 1     | —             | —           |
| Meta Hiltebrand    | 1          | —     | —             | 1           |
| Alexander Kumptner | 1          | —     | —             | 1           |
| Christian Lohse    | 1          | 1     | —             | —           |
| Nelson Müller      | 4          | 3     | —             | 1           |
| Roland Trettl      | 5          | 5     | —             | —           |
| Benno Ullrich      | 1          | —     | —             | 1           |
| Ralf Zacherl       | 1          | —     | 1             | —           |

| Mentor-Koch      | Anzahl |
| ---------------- | ------ |
| Holger Bodendorf | 2      |
| Juan Amador      | 2      |
| Frank Buchholz   | 2      |
| Sebastian Franke | 2      |
| Tony Hohlfeld    | 2      |
| Mario Kotaska    | 2      |
| Björn Freitag    | 1      |
| Ludwig Heer      | 1      |
| Sebastian Lege   | 1      |
| Christian Lohse  | 1      |
| Hans Neuner      | 1      |
| Robin Pietsch    | 1      |
| Tarik Rose       | 1      |

### Weiteres
| Show | Datum              | an                | von            | für                          |
| ---- | ------------------ | ----------------- | -------------- | ---------------------------- |
| 1    | 15. Oktober 2017   | Ali Güngörmüş     | Reiner Calmund | Dessert (Kaiserschmarrn)     |
| 3    | 29. Oktober 2017   | Cale Kalay        | Gerhard Retter | Vorspeise (Kohlroulade)      |
| 6    | 19. November 2017  | Christian Lohse   | Gerhard Retter | Vorspeise (Heilbutt)         |
| 6    | 19. November 2017  | Christian Lohse   | Reiner Calmund | Hauptgericht (Stoppelgans)   |
| 7    | 26. November 2017  | Damian Hardung    | Reiner Calmund | Vorspeise (Gnocchi)          |
| 8    | 3. Dezember 2017   | Laura Wontorra    | Gerhard Retter | Dessert (Soufflé)            |
| 8    | 3. Dezember 2017   | Laura Wontorra    | Reiner Calmund | Dessert (Soufflé)            |
| 9    | 15. April 2018     | Roland Trettl     | Reiner Calmund | Vorspeise (Jakobsmuscheln)   |
| 10   | 22. April 2018     | Anna Thalbach     | Reiner Calmund | Dessert (Crêpe)              |
| 13   | 13. Mai 2018       | Stefan Mross      | Reiner Calmund | Vorspeise (Spargelsalat)     |
| 13   | 13. Mai 2018       | Roland Trettl     | Gerhard Retter | Hauptgericht (Risotto)       |
| 13   | 13. Mai 2018       | Mousse T.         | Gerhard Retter | Hauptgericht (Risotto)       |
| 13   | 13. Mai 2018       | Wolfgang Lippert  | Maria Groß     | Dessert (Scheiterhaufen)     |
| 13   | 13. Mai 2018       | Wolfgang Lippert  | Reiner Calmund | Dessert (Scheiterhaufen)     |
| 14   | 20. Mai 2018       | Ali Güngörmüş     | Gerhard Retter | Dessert (Schnee-Eier)        |
| 14   | 20. Mai 2018       | Ali Güngörmüş     | Reiner Calmund | Dessert (Schnee-Eier)        |
| 15   | 27. Mai 2018       | Ali Güngörmüş     | Reiner Calmund | Hauptgericht (Entenbrust)    |
| 15   | 27. Mai 2018       | Oliver Wnuk       | Reiner Calmund | Hauptgericht (Entenbrust)    |
| 16   | 3. Juni 2018       | Roland Trettl     | Gerhard Retter | Vorspeise (Krabbensuppe)     |
| 16   | 3. Juni 2018       | Sonja Kirchberger | Maria Groß     | Dessert (gefüllte Kokosnuss) |
| 18   | 23. September 2018 | Roland Trettl     | Reiner Calmund | Hauptgericht (Kabeljau)      |
| 18   | 23. September 2018 | Nikeata Thompson  | Gerhard Retter | Hauptgericht (Kabeljau)      |
| 18   | 23. September 2018 | Roland Trettl     | Gerhard Retter | Hauptgericht (Kabeljau)      |
| 19   | 30. September 2018 | Evelyn Burdecki   | Reiner Calmund | Vorspeise (Kaisergranat)     |

Als erstem Koch in der Geschichte des Showformates gelang es Christian Lohse in Show 6 vom 19. November 2017, mit 101 Punkten ein dreistelliges Punkteergebnis zu erzielen. Nelson Müller übertraf diese Punktzahl mit 103 Punkten in Ausgabe 11, ohne eine einzige Zehn erhalten zu haben. In dieser Sendung wurden insgesamt 200 Punkte verteilt – ebenfalls ein neuer Rekord. In der 13. Episode wurde der Rekord von Roland Trettl mit 108 Punkten nochmals übertroffen, während in der Sendung insgesamt sogar 214 Punkte verteilt wurden. In derselben Show konnte das Promi-Team zudem erstmals ein dreistelliges Punkteergebnis erzielen. In Ausgabe 15 erhielt Ali Güngörmüş gleichfalls 108 Punkte.
Laura Wontorra erhielt in Ausgabe 8 vom 3. Dezember 2017 für ihr Soufflé im Dessertgang 29 Punkte und damit die bisher höchste Einzelwertung überhaupt. Ebenso viele Punkte erhielten auch Wolfgang Lippert für seinen Scheiterhaufen als Dessert in Ausgabe 13 am 13. Mai 2018 und überdies Ali Güngörmüş für sein Schnee-Eier-Dessert in Sendung 14 vom 20. Mai 2018. Dieselbe Punktzahl erhielt Roland Trettl in Show 18 vom 23. September 2018 für sein Hauptgericht mit Kabeljau.
Annett Möller, die bereits dreimal gegen Steffen Henssler gewann, erzielte mit ihrer vierten Teilnahme in Sendung 6 am 19. November 2017 gegen Christian Lohse ein Unentschieden.

## Einschaltquoten
Die Quoten von Grill den Profi lagen mehrheitlich unter dem VOX-Senderschnitt von 7,2 % in der werberelevanten Zielgruppe der 14- bis 49-Jährigen.
| Folge | Datum         | Zuschauer Gesamt | Zuschauer 14 bis 49 Jahre | Marktanteil Gesamt | Marktanteil 14 bis 49 Jahre | Quelle |
| ----- | ------------- | ---------------- | ------------------------- | ------------------ | --------------------------- | ------ |
| 01    | 15. Okt. 2017 | 1,65 Mio.        | 0,68 Mio.                 | 6,0 %              | 6,9 %                       | [ 6 ]  |
| 02    | 22. Okt. 2017 | 1,42 Mio.        | 0,74 Mio.                 | —                  | 7,4 %                       | [ 7 ]  |
| 03    | 29. Okt. 2017 | 1,22 Mio.        | —                         | 4,1 %              | 5,5 %                       | [ 8 ]  |
| 04    | 5. Nov. 2017  | 1,20 Mio.        | —                         | 4,0 %              | 5,0 %                       | [ 9 ]  |
| 05    | 12. Nov. 2017 | 1,26 Mio.        | 0,57 Mio.                 | —                  | 5,5 %                       | [ 10 ] |
| 06    | 19. Nov. 2017 | 1,36 Mio.        | —                         | —                  | 5,7 %                       | [ 11 ] |
| 07    | 26. Nov. 2017 | 1,37 Mio.        | —                         | —                  | 5,7 %                       | [ 12 ] |
| 08    | 3. Dez. 2017  | 1,07 Mio.        | 0,47 Mio.                 | —                  | 4,3 %                       | [ 13 ] |
| 09    | 15. Apr. 2018 | 1,21 Mio.        | 0,67 Mio.                 | 4,3 %              | 7,1 %                       | [ 14 ] |
| 10    | 22. Apr. 2018 | 1,09 Mio.        | —                         | —                  | 5,4 %                       | [ 15 ] |
| 11    | 29. Apr. 2018 | 1,47 Mio.        | 0,80 Mio.                 | 5,5 %              | 8,8 %                       | [ 16 ] |
| 12    | 6. Mai 2018   | 1,24 Mio.        | 0,60 Mio.                 | 4,7 %              | 6,7 %                       | [ 17 ] |
| 13    | 13. Mai 2018  | 1,35 Mio.        | —                         | —                  | 7,1 %                       | [ 18 ] |
| 14    | 20. Mai 2018  | 1,17 Mio.        | 0,48 Mio.                 | 4,6 %              | 5,9 %                       | [ 19 ] |
| 15    | 27. Mai 2018  | 1,17 Mio.        | 0,55 Mio.                 | 4,7 %              | 6,3 %                       | [ 20 ] |
| 16    | 3. Juni 2018  | 1,27 Mio.        | 0,57 Mio.                 | 5,0 %              | 6,6 %                       | [ 21 ] |
| 17    | 10. Juni 2018 | 1,38 Mio.        | 0,68 Mio.                 | 5,3 %              | 7,9 %                       | [ 22 ] |
| 18    | 23. Sep. 2018 | 1,33 Mio.        | —                         | —                  | 7,4 %                       | [ 23 ] |
| 19    | 30. Sep. 2018 | 1,45 Mio.        | —                         | —                  | 8,0 %                       | [ 24 ] |

| Legende          |
| ---------------- |
| Höchster Wert    |
| Niedrigster Wert |

## Trivia
- Zum Anlass des RTL-Spendenmarathons 2017 spendete VOX für jeden erspielten Punkt jedes Teams in der Sendung vom 19. November 2017 500 Euro. Christian Lohse erspielte in der Show 101 Punkte und die Promis 93 Punkte. Das ergab 97.000 Euro. Hinzu kamen 1.500 Euro, die Annett Möller durch ihr Unentschieden in der Vorspeise erspielt hatte. Insgesamt wurden also 98.500 Euro erkocht. VOX erhöhte die Spendensumme auf 120.000 Euro.